# 7152 Euneus
A 7152 Euneus (ideiglenes jelöléssel 1973 SH1) egy kisbolygó a Naprendszerben. Cornelis Johannes van Houten,  Ingrid van Houten-Groeneveld,  Tom Gehrels fedezte fel 1973. szeptember 19-én.